# Macroprotodon
Die Kapuzennattern der Gattung Macroprotodon sind Schlangen aus der Familie der Nattern, genauer, der Unterfamilie der Land- und Baumnattern.

## Verbreitung

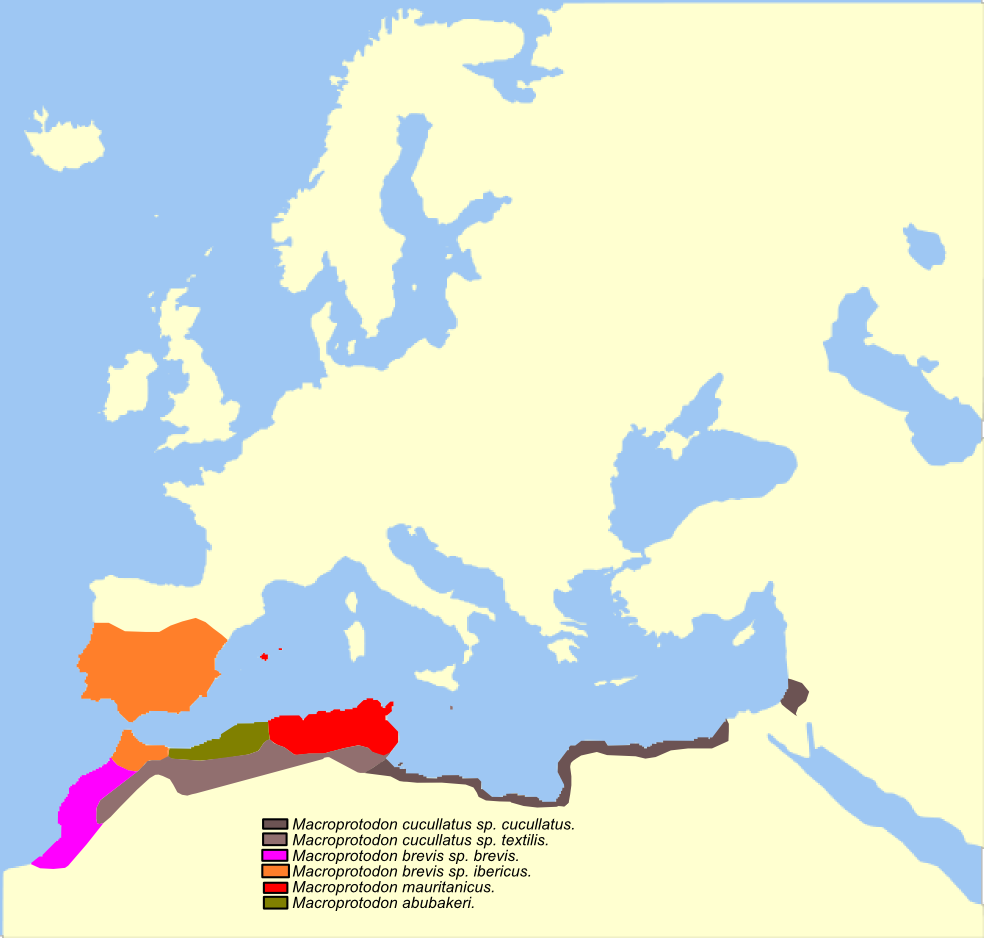
Verbreitungsgebiet der Gattung Macroprotodon

Die Gattung lebt im Süden der Iberischen Halbinsel, auf den Balearen-Inseln Mallorca und Menorca, auf der italienischen Insel Lampedusa und in Nordafrika, vom Südwesten Marokkos über die zentralen und nördlichen Teile des Landes bis in den Norden von Algerien, Tunesien, Libyen, Ägypten und den Süden von Israel. Auf der Iberischen Halbinsel werden die Länder Spanien und Portugal besiedelt. Zudem gibt es eventuell Vorkommen in der Westsahara.

## Arten
Die Gattung besteht aktuell aus vier Arten:
- Macroprotodon abubakeri Wade, 2001
- Iberische Kapuzennatter (Macroprotodon brevis (Günther, 1862))
- Kapuzennatter (Macroprotodon cucullatus (Geoffroy Saint-Hilaire, 1827))
- Nordafrikanische Kapuzennatter (Macroprotodon mauritanicus Guichenot, 1850)

Die Arten werden nicht einstimmig anerkannt, manche Autoren sehen sie nur als Unterarten an.